# Sami Mustonen
Sami Jouni Kristian Mustonen (* 6. April 1977 in Kemijärvi, Lappland) ist ein ehemaliger finnischer Freestyle-Skier. Er war auf die Buckelpisten-Disziplinen Moguls und Dual Moguls spezialisiert. Er gewann eine olympische Bronzemedaille sowie zwei Medaillen bei Weltmeisterschaften und vier Einzelwettkämpfe im Weltcup.

## Biografie
Sami Mustonen nahm im Alter von 13 Jahren an den internationalen Jugendmeisterschaften am Pyhätunturi teil und erreichte als bestes Ergebnis Kombinationsrang sechs. Im Februar 1994 gab er noch vor seinem 17. Geburtstag sein Debüt im Freestyle-Skiing-Weltcup. Sein erstes Spitzenresultat erreichte er zwei Jahre später als Fünfter auf den Dual Moguls (Parallelbuckelpiste) am Hundfjället. 1997 nahm er in Iizuna Kōgen erstmals an Weltmeisterschaften teil und belegte Platz zehn. Sein erster Podestplatz gelang Mustonen im Rahmen der Olympischen Spiele von Nagano, als er hinter Jonny Moseley und seinem Landsmann Janne Lahtela die Bronzemedaille gewann. Am Ende der Saison belegte er auch im Weltcup erstmals einen dritten Platz. Auch bei den Weltmeisterschaften in Meiringen-Hasliberg gewann er die Bronzemedaille in der Einzeldisziplin.
Im Januar 2000 feierte Mustonen in Madarao seinen ersten Weltcupsieg. In der Disziplinenwertung musste er sich als Zweiter nur Janne Lahtela geschlagen geben, im Gesamtweltcup erreichte er mit Platz fünf ein Karrierehoch. Nachdem er die Weltmeisterschaften 2001 verpasst hatte, kehrte er im Jahr darauf mit zwei Saisonsiegen zurück. Bei den Olympischen Spielen von Salt Lake City belegte er Rang zehn. Nach einer weiteren Pause schaffte er es nur langsam zurück an die Weltspitze. Im Rahmen seiner Heimweltmeisterschaften in Ruka holte er hinter Toby Dawson Silber auf den Dual Moguls. Nachdem er bei seinen letzten Olympischen Spielen nicht über Platz 22 hinausgekommen war, gelang ihm im Februar 2007 in La Plagne sein vierter und letzter Weltcupsieg. In Folge der Ränge zehn und elf bei den Weltmeisterschaften in Madonna di Campiglio beendete Sami Mustonen seine aktive Karriere.

## Erfolge

### Olympische Spiele
- Nagano 1998: 3. Moguls
- Salt Lake City 2002: 10. Moguls
- Turin 2006: 22. Moguls

### Weltmeisterschaften
- Nagano 1997: 10. Moguls
- Meiringen-Hasliberg 1999: 3. Moguls, 9. Dual Moguls
- Ruka 2005: 2. Dual Moguls, 13. Moguls
- Madonna di Campiglio 2007: 10. Moguls, 11. Dual Moguls

### Weltcupwertungen
| Saison  | Gesamt | Gesamt | Moguls | Moguls | Dual Moguls | Dual Moguls |
| Saison  | Platz  | Punkte | Platz  | Punkte | Platz       | Punkte      |
| ------- | ------ | ------ | ------ | ------ | ----------- | ----------- |
| 1994/95 | 98.    | 9      | 38.    | 60     | –           | –           |
| 1995/96 | 73.    | 20     | 27.    | 164    | 19.         | 76          |
| 1996/97 | 40.    | 53     | 13.    | 264    | 21.         | 88          |
| 1997/98 | 31.    | 65     | 8.     | 388    | 9.          | 240         |
| 1998/99 | 10.    | 76     | 5.     | 304    | 14.         | 84          |
| 1999/00 | 5.     | 88     | 2.     | 440    | 8.          | 216         |
| 2000/01 | 32.    | 45     | 16.    | 180    | –           | –           |
| 2001/02 | 8.     | 83     | 3.     | 500    | 12.         | 88          |
| 2003/04 | 40.    | 25     | 11.    | 349    | –           | –           |
| 2004/05 | 38.    | 20     | 13.    | 216    | –           | –           |
| 2005/06 | 15.    | 36     | 3.     | 399    | –           | –           |
| 2006/07 | 19.    | 28     | 9.     | 283    | –           | –           |

### Weltcupsiege
Mustonen errang im Weltcup 12 Podestplätze, davon 4 Siege:
| Datum           | Ort        | Land       | Disziplin |
| --------------- | ---------- | ---------- | --------- |
| 30. Januar 2000 | Madarao    | Japan      | Moguls    |
| 12. Januar 2002 | Saint-Lary | Frankreich | Moguls    |
| 10. März 2002   | Madarao    | Japan      | Moguls    |
| 5. Februar 2007 | La Plagne  | Frankreich | Moguls    |